# Dagmar Godowsky
Mercedes Dagmar Godowsky (24 de noviembre de 1897 – 13 de febrero de 1975) fue una actriz estadounidense de cine mudo.

## Biografía
Mercedes Dagmar Godowsky nació en Chicago, Illinois, el 24 de noviembre de 1897, hija del compositor Leopold Godowsky y Frederica "Frieda" Saxe, quién era de ascendencia inglesa, aunque afirmó haber nacido en Vilna, Imperio Ruso, en su autobiografía, First Person Plural. Godowsky tenía una hermana mayor, Vanita Hedwig, y dos hermanos menores, Leopold Godowsky Jr. y Gutram .[cita requerida]
Hizo su debut en Hollywood alrededor de 1919. actuó en A Sainted Devil (1924) juntó con Rudolph Valentino y en The Story Without a Name (1924). Protagonizado por Tyrone Power Sr. y Louis Wolheim. Entre otras películas cinematográficas que Godowsky protagonizó fueron Red Lights (1923), The Common Law (1923), Virtuous Liars (1924), y The Price of a Party (1924).

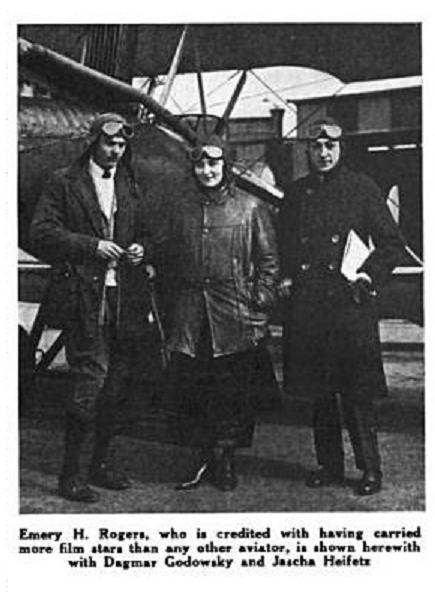
Godowsky junto con Emery H. Rogers y Jascha Heifetz en 1920.

## Vida personal
Godowsky se casó con el actor Frank Mayo en Tijuana, México, en 1921. Mayo "co-demando" a Anna Luther por una demanda de Luther contra Mayo en marzo de 1925. El matrimonio fue anulado en agosto de 1928 debido a que Mayo estaba casado con Luther.
En 1958, Godowsky publicó su autobiografía (disputado; según Arthur Rubinstein en la biografía de Harvey Sachs, porque era "aparentemente desinhibida, pero fuertemente autocensurada") titulada First Person Plural. En su autobiografía, escribió: "Vivía sola por placer y arruinaba mi propia diversión. ¿Dónde estaba corriendo? ¿De quién? de mis pequeños pies corriendo alrededor del mundo. Nada más que círculos, y nunca me tropecé conmigo misma"."
En su libro, nombró a Enrico Caruso, Arthur Rubinstein, Jascha Heifetz, Charles Chaplin, Igor Stravinsky, y Rodolfo Valentino como sus "grandes amores". Cuando se le preguntó sobre el número de maridos que tenía, Godowsky respondió, ""Dos y varios de mis amigos."
En los últimos años de su vida, hizo apariciones frecuentes en Londres y en entrevistas en la Ciudad de Nueva York.

## Muerte
Godowsky murió a los 77 años el 13 de febrero de 1977 en el Hospital Lenox Hill en Manhattan. En el 105.ª aniversario del nacimiento de su padre. El funeral se llevó a cabo en Riverside Chapel. Fue enterrada en el Cementerio Mount Hope en Westchester, Nueva York. Le sobrevivió su hermano, Leopold. Quién estaba casado con Frances Gershwin, hermana de George Gershwin.

## Filmografía
- The Red Lantern (1919)
- Bonds of Honor (1919)
- The Kid and the Cowboy (1919)
- Stronger Than Death (1920)
- Hitchin' Posts (1920)
- The Forged Bride (1920)
- The Path She Chose (1920)
- The Trap (1922)
- The Altar Stairs (1922)
- Red Lights (1923)
- The Common Law (1923)
- The Story Without a Name (1924)
- Meddling Women (1924)
- A Sainted Devil (1924)
- Virtuous Liars (1924)
- Roulette (1924)
- Greater Than Marriage (1924)
- Playthings of Desire (1924)
- The Lost Chord (1925)
- Camille of the Barbary Coast (1925)
- The Price of a Party (1926)
- In Borrowed Plumes (1926)